# Nososticta thalassina
Nososticta thalassina – gatunek ważki z rodziny pióronogowatych (Platycnemididae).